# Bureau of Indian Affairs
Bureau of Indian Affairs (BIA, česky zhruba Úřad pro indiánské záležitosti) je úřad podřízený Ministerstvu vnitra Spojených států amerických, který se stará o záležitosti Indiánů a jejich rezervací. Úřad byl založen v roce 1824 a byl podřízen tehdejšímu Ministerstvu války. V roce 1849 byl přičleněn k nově zřízenému ministerstvu vnitra.